# Otročiněves
Obec Otročiněves se nachází v okrese Beroun ve Středočeském kraji. Leží dvanáct kilometrů severozápadně od Berouna. Protéká jí Habrový potok, který se v Nižboru vlévá do Berounky. V obci žije 511 obyvatel.

## Název
Původní název Otročinaves označoval ves, která byla majetkem osoby jménem Otróčě. V historických pramenech se jméno objevuje ve tvarech: Otrocynyewsy (1037/1055), Otrocynyewes (1205), Hroczinawes (1389), Otrocžinowes (1651, 1654, 1785), Otrotschin, Otročino nebo Otročinowes (1845) a Otročín (1854).

## Historie
Podle Kosmovy kroniky proradní Vršovci pod záminkou společného lovu vylákali přemyslovského knížete Jaromíra. Při hostině na usmířenou se však opili, rozvášněni se vrhli na svého panovníka, přivázali ho k pohanskému dubu a bavili se tím, že po něm stříleli šípy. Ve chvíli nejvyšší úzkosti přispěchal knížeti na pomoc věrný myslivec Hovora, který přivedl ozbrojené družiníky. Z vděčnosti za zázračné vyváznutí nechal Jaromír nad pařezem poraženého obětního dubu postavit kapli k poctě svého patrona svatého Jana Křtitele. Soudí se, že se tak stalo roku 1005. Ke kapli přidělil strážníky z Otročiněvsi.
Antonín Profous uvádí první písemnou zmínku o vesnici z roku 1035/1055.

## Přírodní poměry
Otročiněves byla založena v záhybu Habrového potoka, novější výstavba pak prudce stoupá po úbočí Hudlické hory (522 metrů nad mořem), na jejímž úbočí se nachází opuštěný areál bývalého železnorudného dolu a odpadní výsypka. Kolem areálu dolu byla vystavěna dělnická kolonie Na Černidlech, která částečně stavebně splynula s Novým Jáchymovem. Hranice katastrálního území Otročiněvsi sleduje údolí Habrového potoka. Při horním toku je ukončen hranicí fotbalového hřiště Nového Jáchymova, na dolním toku končí před Stradonickými rybníky. Území odvodňuje Habrový potok, který se zprava vlévá do Berounky.

### Územněsprávní začlenění
Dějiny územněsprávního začleňování zahrnují období od roku 1850 do současnosti. V chronologickém přehledu je uvedena územně administrativní příslušnost obce v roce, kdy ke změně došlo:
- 1850 země česká, kraj Praha, politický okres Rakovník, soudní okres Křivoklát[5]
- 1855 země česká, kraj Praha, soudní okres Křivoklát
- 1868 země česká, politický okres Rakovník, soudní okres Křivoklát
- 1939 země česká, Oberlandrat Kladno, politický okres Rakovník, soudní okres Křivoklát[6]
- 1942 země česká, Oberlandrat Praha, politický okres Rakovník, soudní okres Křivoklát[7]
- 1945 země česká, správní okres Rakovník, soudní okres Křivoklát[8]
- 1949 Pražský kraj, okres Beroun[9]
- 1960 Středočeský kraj, okres Beroun
- 2003 Středočeský kraj, okres Beroun, obec s rozšířenou působností Beroun

### Rok 1932
V obci Otročiněves (659 obyvatel) byly v roce 1932 evidovány tyto živnosti a obchody: doly na železnou rudu Pražské železářské společnosti, 5 hostinců, kapelník, 2 koláři, konsum Včela, kovář, mlýn, obuvník, 2 řezníci, 2 obchody se smíšeným zbožím, Spořitelní a záložní spolek pro Otročiněves, trafika, 2 truhláři.

## Doprava
Obcí vede silnice III/2366 z Nižbora do Hudlic a silnice III/2367 z Otročiněves do Nového Jáchymova. Železniční trať ani stanice na území obce nejsou.
V roce 2011 do obce vedly autobusové linky Beroun – Kublov – Branov (v pracovních dnech pět spojů, o víkendu tři spoje) a Beroun – Nový Jáchymov (v pracovních dnech deset spojů, (dopravce PROBO BUS).